# Vikravandi
Vikravandi is een panchayatdorp in het district Viluppuram van de Indiase staat Tamil Nadu. 

## Demografie
Volgens de Indiase volkstelling van 2001 wonen er 10.141 mensen in Vikravandi, waarvan 52% mannelijk en 48% vrouwelijk is. De plaats heeft een alfabetiseringsgraad van 74%.